# Елецкий, Иван Иванович
Князь Иван Иванович Елецкий — московский дворянин и воевода во времена правления Ивана IV Васильевича и Фёдора Ивановича. Рюрикович в XXI колене.
Сын князя и воеводы Ивана Ивановича Елецкого по прозванию Селезень.

## Биография
Новгородец из Бутковского погоста, служил по дворовому спуску в 3-й статье (1550). Пожалован московским дворянином (1550). При походе войск из под Выборга, оставлен первым воеводой в Кореле (1556). Воевода в Ракоборе (1563-1565). Воевода в Ругодиве (1570-1571). Находился в Леноварде, откуда посылал от себя сеунча к Государю (1578-1579). Местничал с князем Иваном Григорьевичем Вяземским (1592).
По родословной росписи показан бездетным.